# Mandal Slip og Mekaniske Verksted

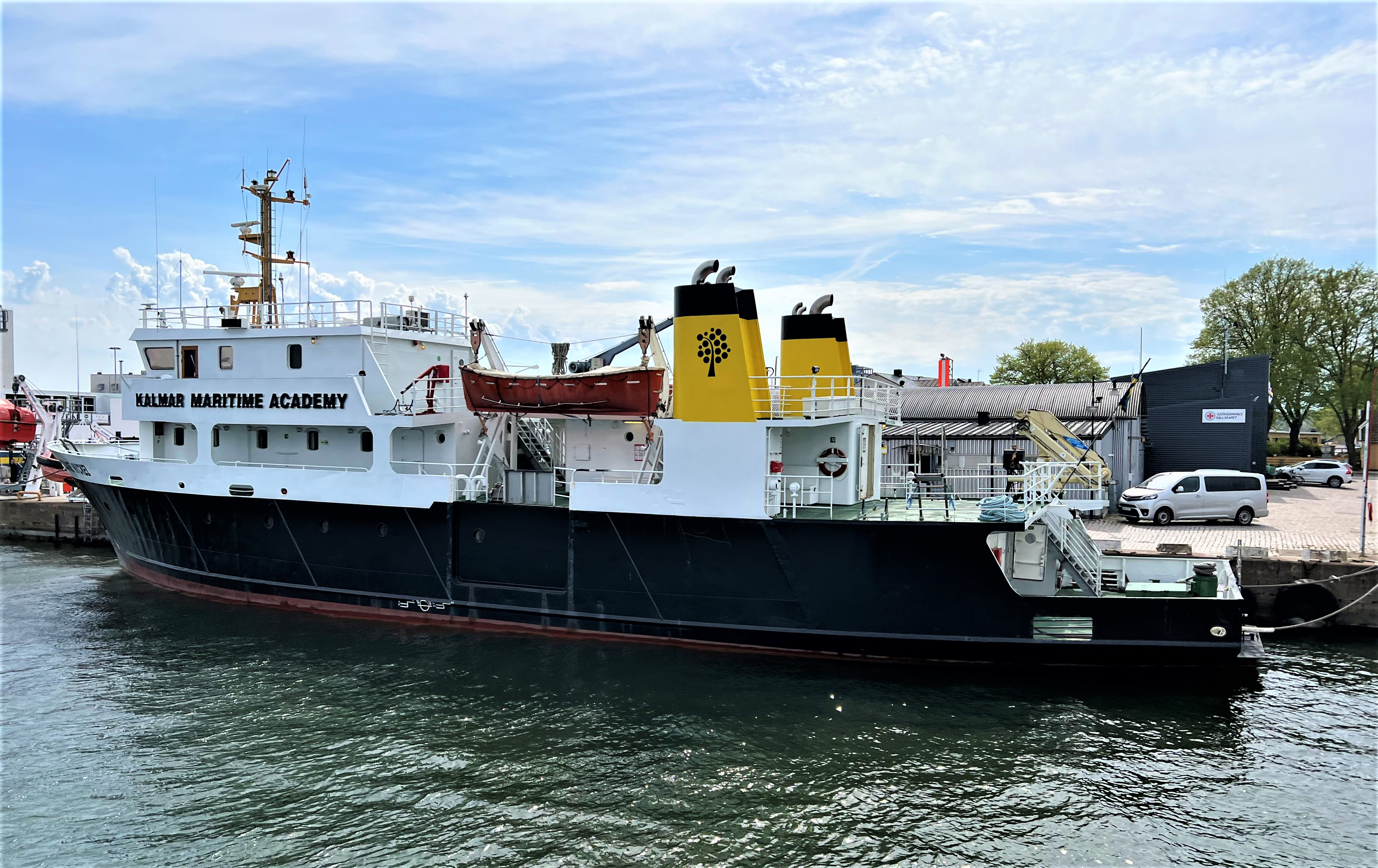
M/S Calmare Nyckel, skolfartyg i Kalmar för Sjöfartshögskolan i Kalmar vid Linnéuniversitetet

Mandal Slip og Mekaniske Verksted var ett norskt varv i Mandal i södra Norge. Företaget grundades 1923 på en tomt på Ballastgata på Malmø vid Mandalselva.
Varvet startade genom att Aanon Aanonsen köpte konkursboet efter det 1918 bildade Mandal slip og motorverksted. Varvet nytillverkade framför allt skrov.
Fabriken tillverkade också Bjørnen små fyrtakts bensinmotorer i två modeller på 4-5 respektive 8-12 hästkrafter. Den minsta motorn användes också som vinschmotor i vinschar som fabriken tillverkade.
Varvet lade ned verksamheten på 2010-talet. Fabriksområdet är numera bebyggt med flerfamiljsbostäder i området Slippen, i första etappen ritade av Reiulf Ramstad Arkitekter.

## Byggda fartyg i urval
- M/S Calmare Nyckel, efter ombyggnad 1984 skolfartyg, 1969
- M/S Polarfront, norskt väderobservationsfartyg, som var fast stationerat 1976-2010 i Nord-Atlanten på 66°N 2°Ö / 66°N 2°Ö, senare ombyggt till franskt expeditionskryssningsfartyg. Skrovet byggdes på Mandal Slip (varvsnummer 57) och fartyget färdigställdes på Fitjar Mekaniske Verksted.[2]